# کاردیف، نیو ساوت ولز
کاردیف (به انگلیسی: Cardiff) یک حومه شهر در استرالیا است که در نیو ساوت ولز واقع شده‌است.